# Lantar
Lantar (en francès Lanta) és un municipi francès situat al departament de l'Alta Garona, a la regió Occitània.

## Galeria

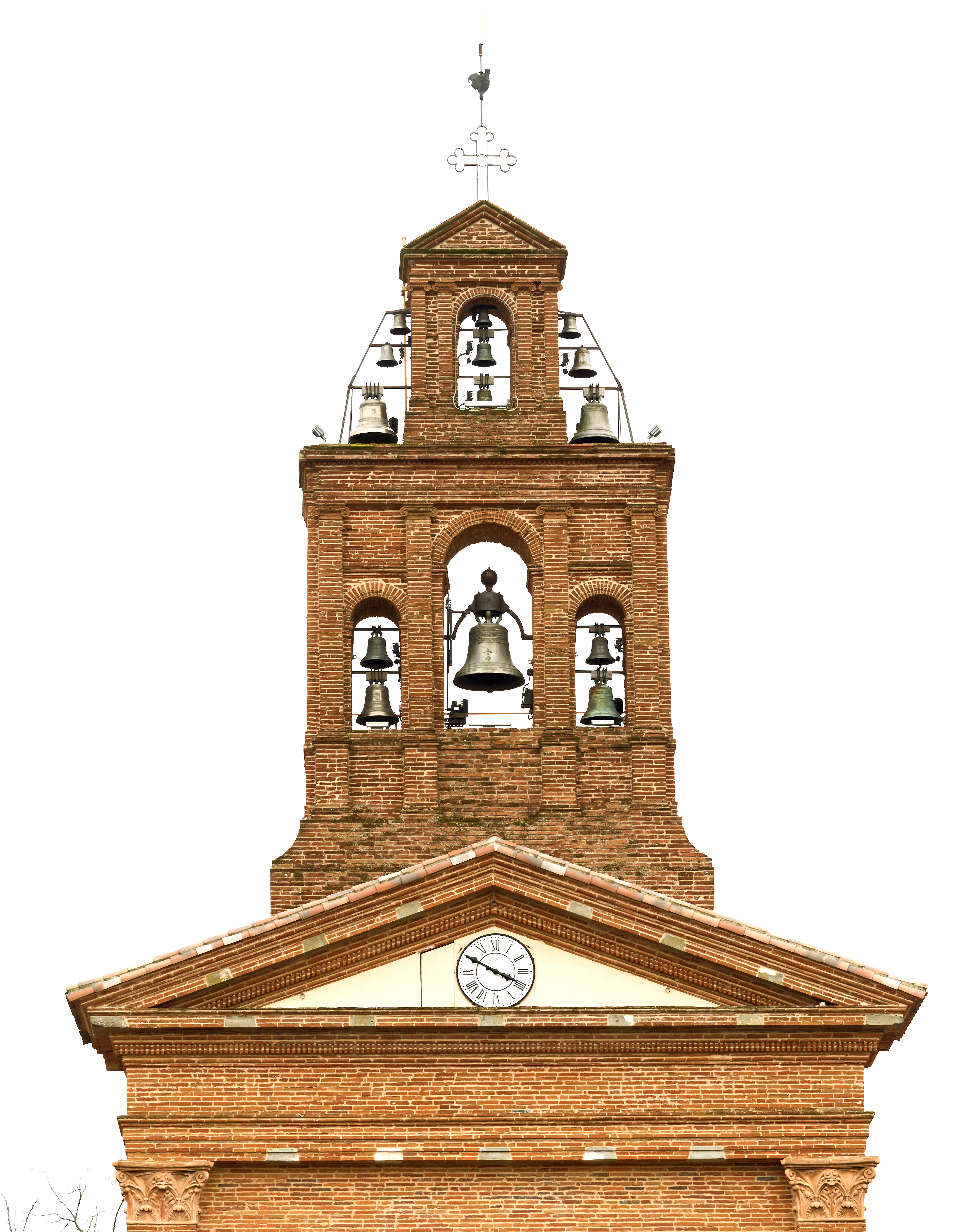
La torre del campanar.
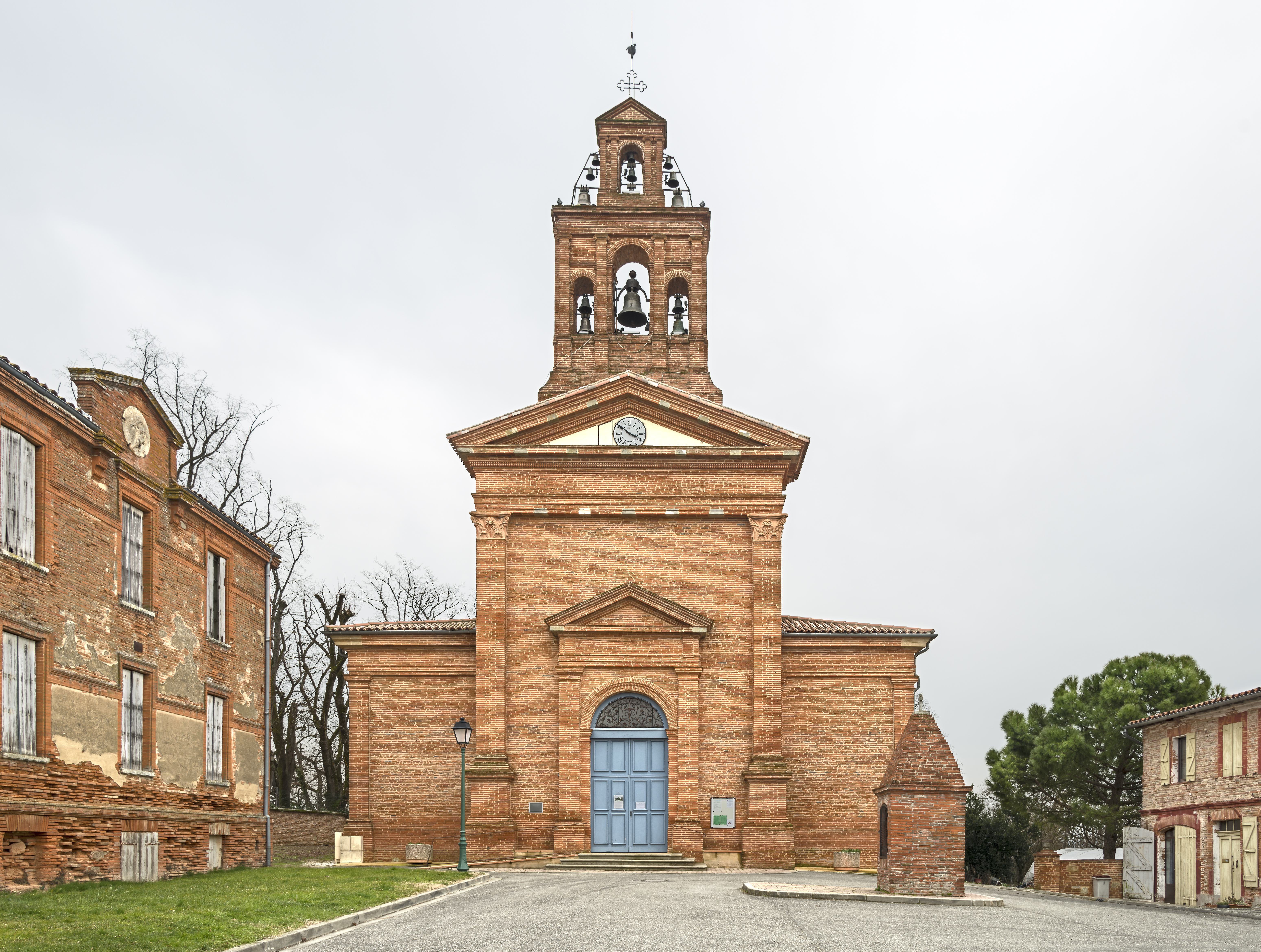
L'Església de La nostra Senyora de Lanta.
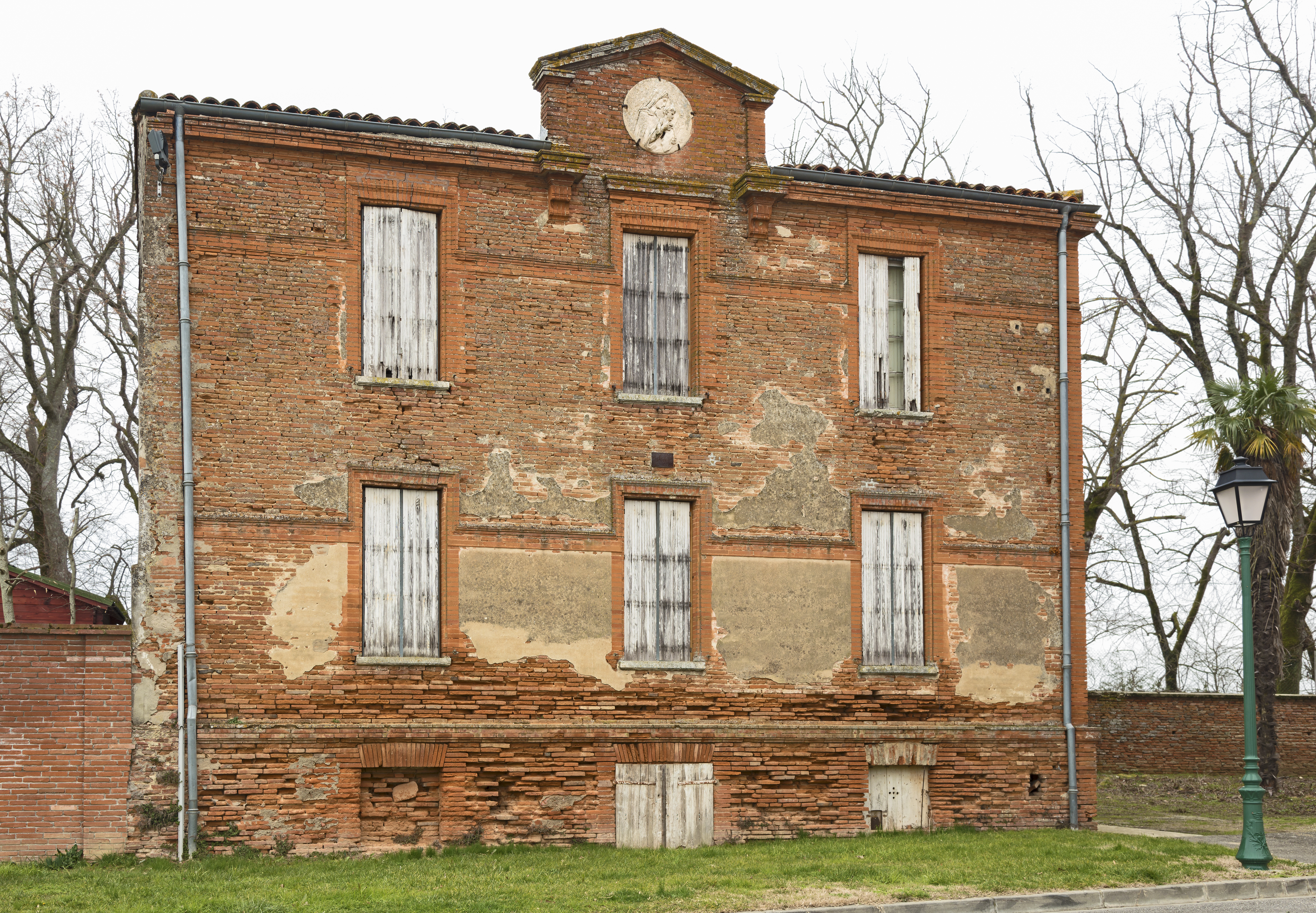
La façana de l'antiga rectoria.
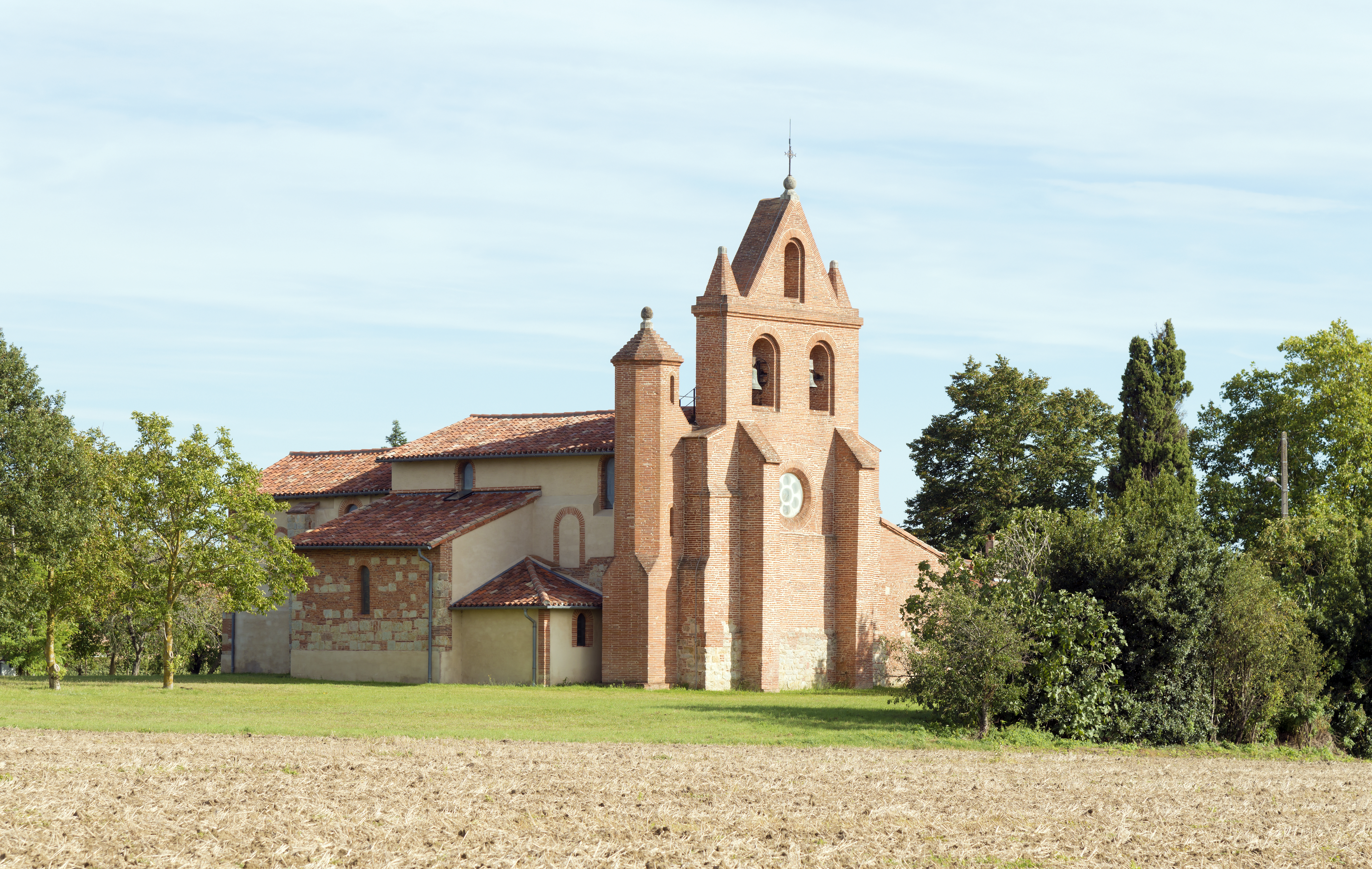
Lanta - Saint Anatoly
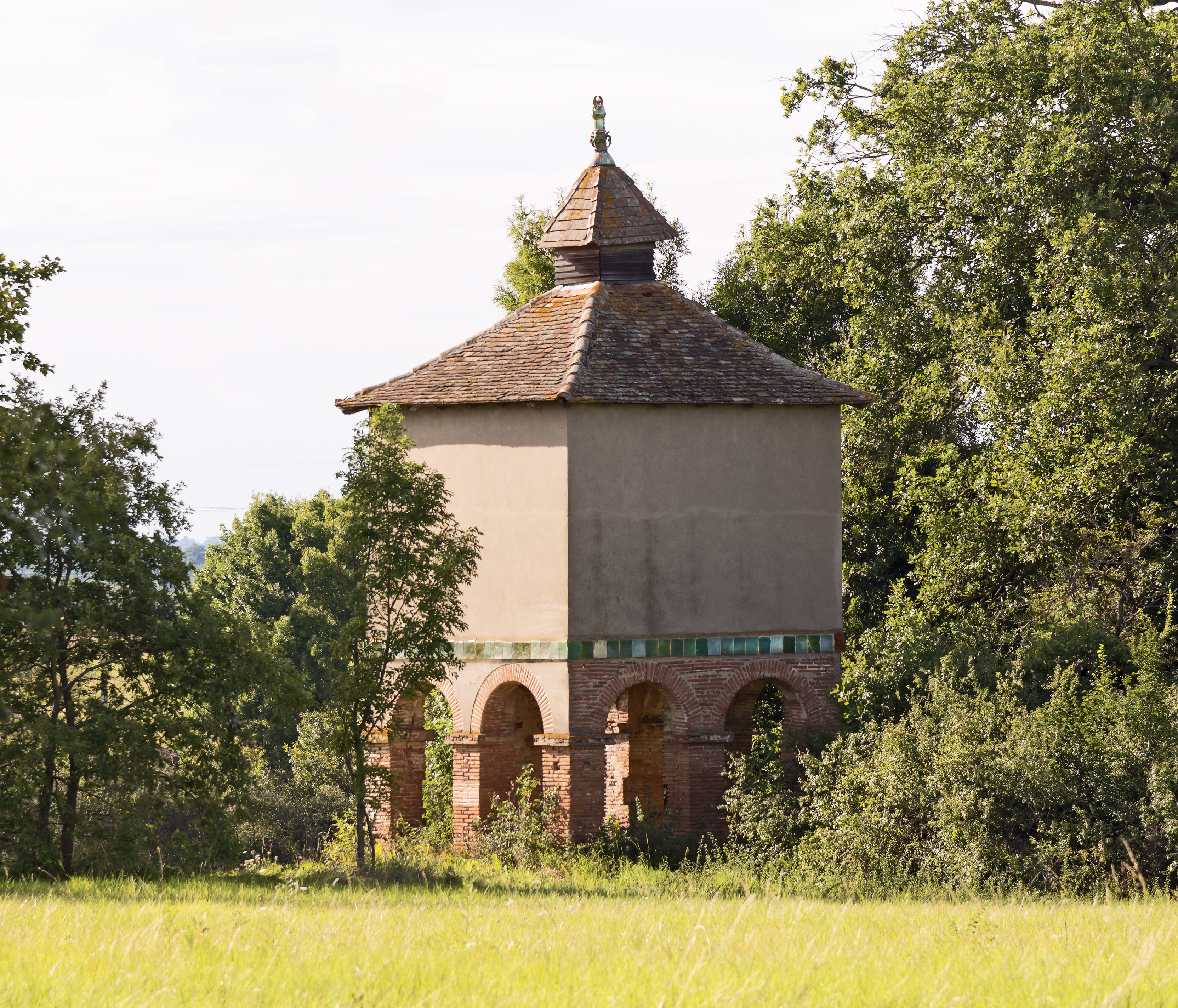
Palomero.